# Arlempdes
Arlempdes är en kommun i departementet Haute-Loire i regionen Auvergne-Rhône-Alpes i centrala Frankrike. Kommunen ligger i kantonen Pradelles som tillhör arrondissementet Le Puy-en-Velay. År 2022 hade Arlempdes 148 invånare.

## Befolkningsutveckling
Antalet invånare i kommunen Arlempdes
| Referens: INSEE |